# Terramare
Terramare, Terramara ou Terremare est un terme désignant une culture archéologique datant de l'Âge du bronze moyen (1700 - 1150 av. J.-C.),, principalement établie dans la vallée du Pô, en Émilie, Italie du Nord. Il tire son nom du résidu  de monticules « terre noire » de la colonie. Terramare est de terra marna, « Marne-terre », où les marnes sont un dépôt lacustre. La population des sites terramare est appelée « terramaricoli ». Les sites ont été fouillés de façon exhaustive entre 1860 et 1910.

## Habitat

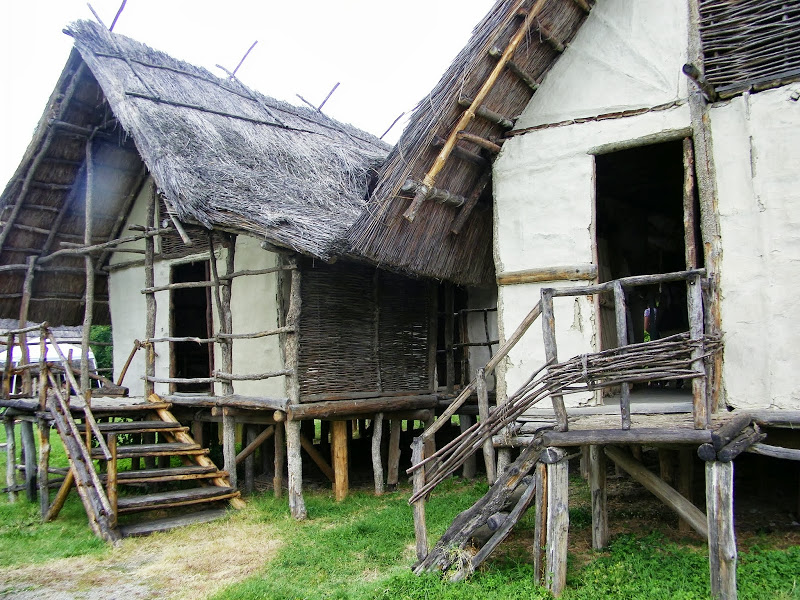
Maisons de Terramare reconstruites

L'habitat des populations terramare correspond à un type particulier de villages sur pilotis ou palafittes, dits palustres (dans des marais et des étangs), que l’on rencontre dans toute la plaine du Pô, construits selon un schéma spécifique. Les villages étaient de forme rectangulaire, bâtis sur la terre ferme, généralement à proximité d’un cours d’eau, et dont les voies se coupaient à angle droit selon un plan bien établi ne devant rien au hasard, dénotant un site fortifié. Ces sites étaient surtout présents dans la plaine du Pô, mais également dans le reste de l’Europe. La culture liée à ces sites s’est développée à l’Âge du bronze, entre les XVIIe et XIIe siècles av. J.-C.
Les villages sur pilotis de l’Émilie relèvent de l'activité commerciale de l'âge de bronze. Ces sites sont établis le long d'une route qui traverse les Alpes dans le Val Camonica pour rejoindre les rives du Pô ; là étaient édifiés des villages servant de dépôts et de point de départ des denrées le long du fleuve jusqu'à l’Adriatique. La structure de ces cités lacustres relève de la technique de construction des maisons sur pilotis des lacs de l'Italie du nord et du centre. Ces constructions sur pieux fichés en terre étaient adaptées à l'établissement de villages permanents le long des rives de fleuves sujets aux crues et à la hausse du niveau des eaux due aux variations climatiques. La raison d'être de telles constructions dans des zones à risques était certainement le commerce fluvial.

## Société et populations
Les occupations des populations de Terramare par rapport à leurs prédécesseurs néolithiques peuvent être déduites avec une certitude relative. Ils sont restés chasseurs, mais avaient aussi des animaux domestiques. C'étaient des métallurgistes assez habiles, qui fondaient le bronze dans des moules de pierre et d'argile. Ils étaient également agriculteurs et cultivaient des haricots, du raisin, du blé et du lin.
Les contacts dus aux échanges commerciaux contribuent à ouvrir cette civilisation aux influences culturelles étrangères provenant de l’Europe centrale et de la Méditerranée.

## Pratiques funéraires

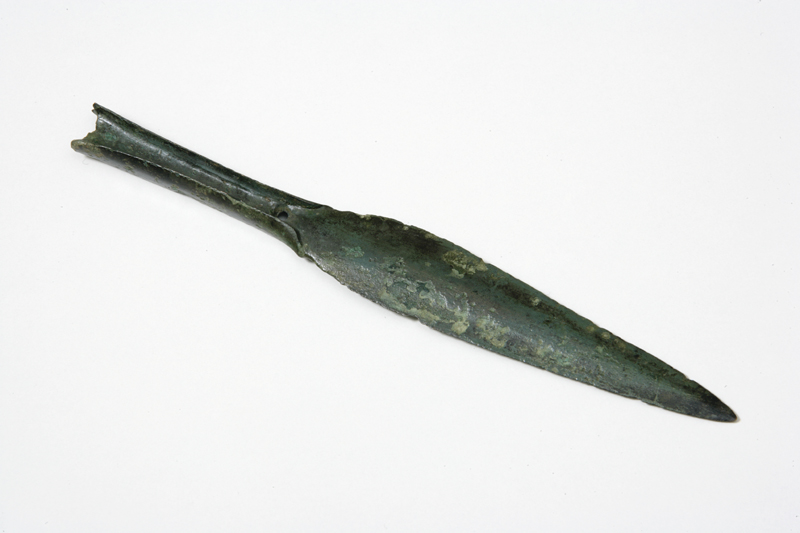
Dague en bronze

Selon William Ridgeway, les morts auraient été inhumés. Des investigations ultérieures dans les cimetières montrent que l’inhumation et la crémation étaient pratiquées, les restes incinérés étant placés dans des ossuaires. Sur leur déclin, ces populations adoptent l'usage de l'incinération des défunts propre aux cultures d’Europe centrale, la culture des champs d'urnes.
Il y a une nette distinction entre les rites funéraires sur les sites de stockage sur pilotis / Terramara à l'âge du bronze moyen et tardif en Émilie et dans l'est de la Lombardie, où la crémation était utilisée exclusivement, et ceux en Vénétie, où il y a une adoption progressive de l'inhumation et la coexistence des deux rites dans le même cimetière.
Les restes des morts sont placés dans des urnes, généralement recouvertes d'un bol et placés dans de petites fosses peu profondes, sans terre brûlée. Parfois, les restes de plus d'un individu se trouvent dans l'urne, généralement un adulte et un jeune enfant. La présence d'objets funéraires est relativement rare et limitée à quelques ornements ou accessoires vestimentaires (épingles, fibules, etc.). En cas d'inhumations, les corps ont été placés dans des tombes plates, généralement en décubitus dorsal.
Le cimetière d'Olmo di Nogara est le plus ancien et celui qui a fourni les informations les plus complètes. Il doit avoir couvert une superficie d'environ 14 000 m². Avec ses 456 tombes d'inhumation et 61 tombes de crémation, il représente non seulement un échantillon démographique important pour l'analyse, représentant un segment important de la population de l'âge du bronze moyen et tardif dans la plaine de Vérone, mais à travers le rite funéraire, il permet également d'analyser la structure sociale. Dans pas moins de 43 tombes, une épée a été trouvée comme l'un des objets funéraires, souvent associée à un poignard (11 cas sur 16). Cela montre, selon Franco Nicolis, que le « porteur d’épée » était une figure d’importance sociale considérable pour les groupes utilisant le cimetière de Nogara. Il suggère également que la présence d'une épée dans certaines sépultures a été conçue pour illustrer, à travers un mécanisme lié à la représentation collective de la mort, le fait que le défunt appartenait à un groupe social d'élite associé aux guerriers, au sein duquel la transmission du grade et le pouvoir devait être héréditaire. La plupart des épées trouvées à Nogara sont des épées perforantes pointues adaptées au combat rapproché, mais certaines sont des épées tranchantes, probablement également utilisées pour le combat de chars ou à cheval.
L'analyse anthropologique a mis en évidence des marques de coupure produites par des coups portés avec des armes métalliques pointues sur certains hommes, preuve évidente, pour Franco Nicolis, de la dynamique sociale qui a provoqué la violence et les conflits armés. Les indicateurs de stress physique trouvés sur les os de certains des « porte-épées » sont compatibles avec l'équitation à cru et suggèrent donc l'utilisation probable de chevaux comme montures dans cette zone.
Les homologues féminines de ce groupe d'élite semblent être représentées au cimetière par des tombes contenant des objets funéraires, notamment des ornements et des matériaux exotiques tels que l'ambre.

## Matériel archéologique

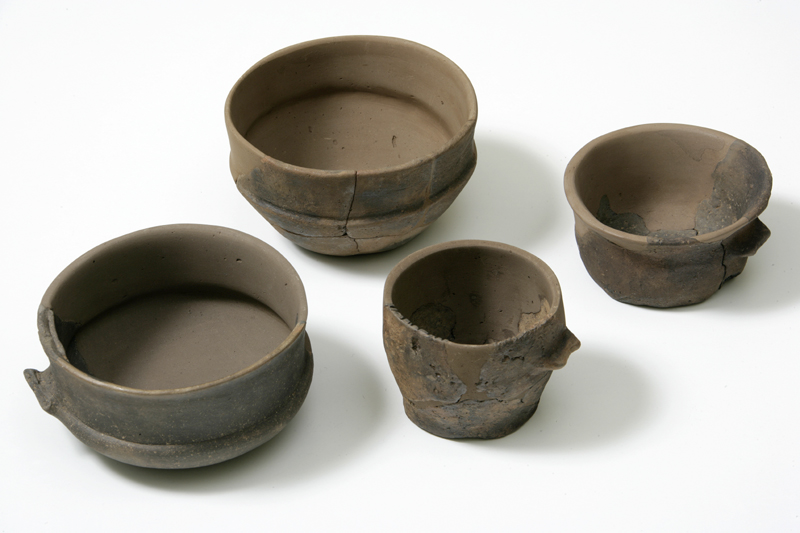
Poteries de la culture Terramare

En plus des récipients de cuisson, qui sont répétés dans les formes, on a trouvé de grands récipients de stockage biconiques, de la céramique fine, des ustensiles de restauration et des abreuvoirs. La céramique se caractérise par la richesse des matériaux et des formes et indique un haut niveau technique. L'ornementation des poignées avec des projections en forme de corne, qui avaient un format symbolique, est apparue sur le territoire de Terramare de façon limitée régionalement et a changé avec le temps.
De nombreux objets en bronze ont été trouvés. Les découvertes dans la région autour du lac de Garde sont plus riches. Leur standardisation dans la forme, la taille et la décoration, en particulier à la fin de l'âge du bronze moyen, indique une production dans des ateliers spécialisés.

## Économie

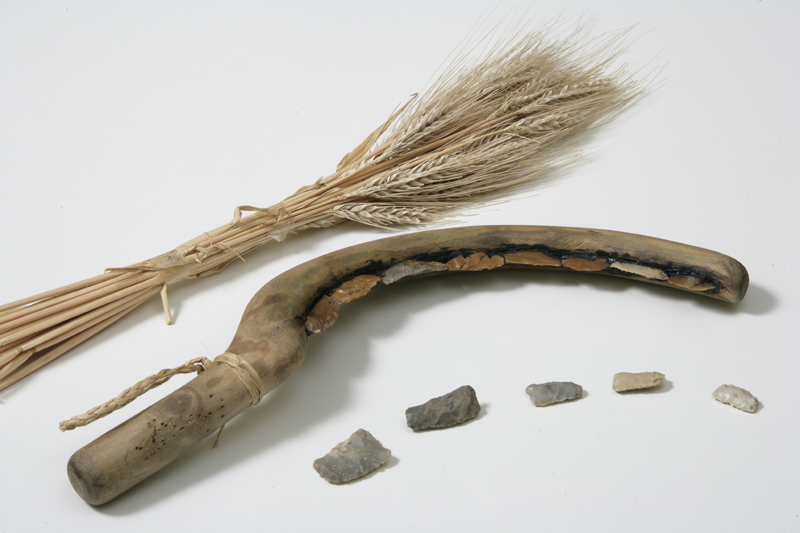
Faucille (reconstruction)

La végétation ouverte était répandue. L'économie reposait sur la gestion du bois, la cueillette de fruits à l'état sauvage ou à partir de plantes ligneuses cultivées, ainsi que sur des champs cultivés avec un assortiment de céréales assez diversifié, dont la variété augmentait surtout en période de sécheresse ou de crise hydrique. Les vignes étaient probablement cultivées. L'élevage est également pratiqué.

## Effondrement
Vers 1200 av. J.-C., la culture terramare connaît une grave crise qui, en quelques années, entraîne l'abandon de toutes les colonies de peuplement. Les raisons de cette crise, à peu près contemporaine à l'effondrement de l'âge du bronze en Méditerranée orientale, ne sont toujours pas claires, il semble possible que face à une surpopulation naissante (entre 150 000 et 200 000 individus ont été calculés) et à l'épuisement des ressources naturelles , une série de périodes de sécheresse aient entraîné une crise économique profonde, une famine et par conséquent une perturbation de l’ordre politique, qui aurait entraîné l'effondrement de la société. Vers 1150 av. J.-C., les sites de Terramare ont été complètement abandonnés et n’ont pas été remplacés par de nouveaux établissements. Les plaines, en particulier dans la région d'Émilie, ont été abandonnées pendant plusieurs siècles et ne retrouvent la densité de population atteinte au cours de la période terramare qu'au cours de la période romaine.

## Autre signification
Le terme terramare a également été utilisé la première fois par Pellegrino von Strobel et Luigi Pigorini pour désigner les petits monticules subsistant encore aujourd'hui de ces stations palustres, et formés par les rejets organiques accumulés entre les pilotis de soutènement de ces stations.

## Liste des sites
- Santa Rosa di Poviglio
- Fondo Paviani
- Case del Lago
- Case Cocconi
- Anzola dell'Emilia